# Katsukawa Shunshō
En aquest nom japonès, el cognom és Katsukawa.

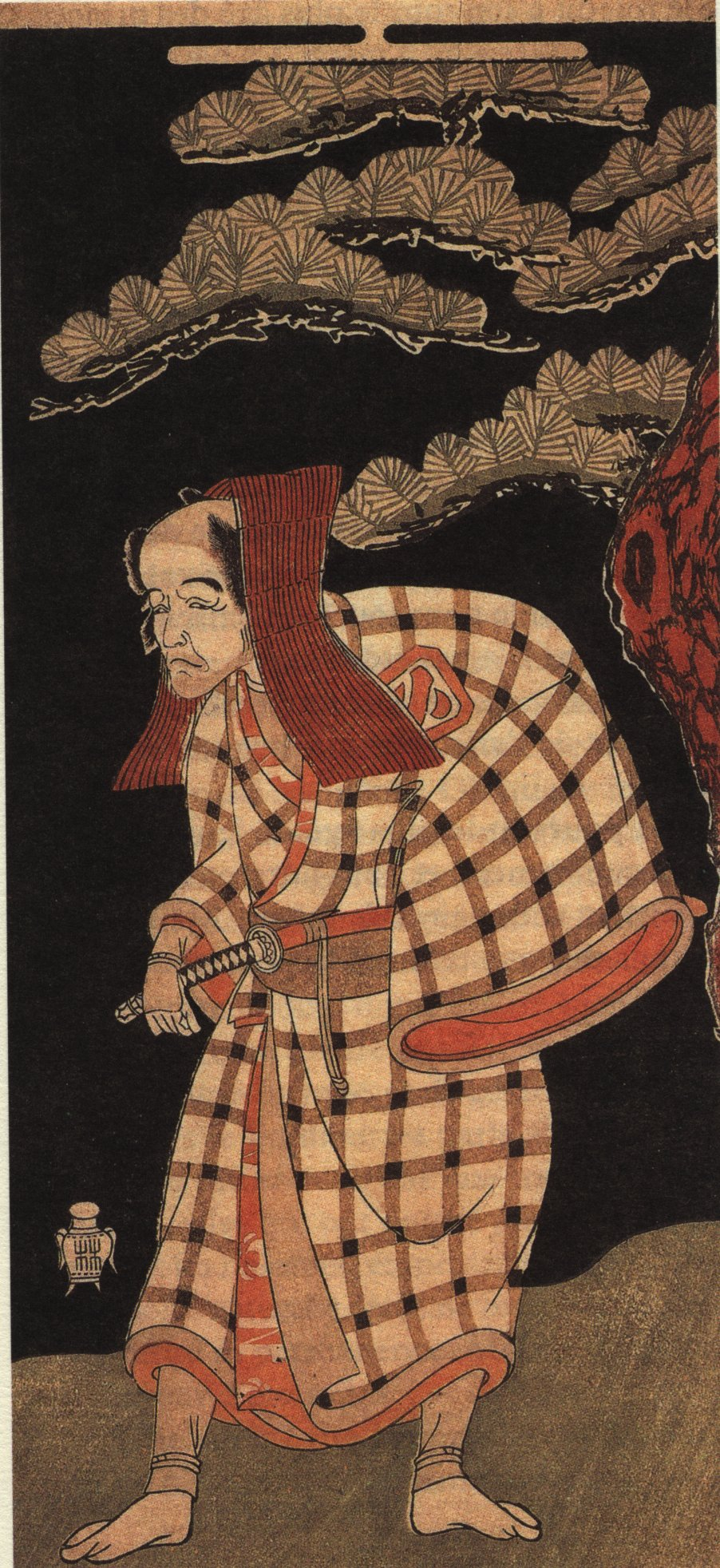
Actor kabuki, de Katsukawa Shunshō

Katsukawa Shunshō (勝川春章) (1726-1793) va ser un pintor i gravador japonès de l'estil ukiyo-e, i l'artista líder de l'escola Katsukawa. Shunshō va estudiar amb Miyagawa Shunsui, fill i alumne de Miyagawa Choshun, tots dos famosos i dotats artistes d'ukiyo-e. Shunshō és reconegut sobretot per introduir una nova forma de yakusha-e, gravats que mostren actors Kabuki. Tanmateix, les seves pintures bijinga (imatges de belleses femenines), tot i que no tan famoses, són considerades per alguns estudiosos com "el millor de la segona meitat del segle XVIII".
Shunshō primer va anar a Edo a aprendre haiku i pintura. Va acabar destacant com a gravador d'actors amb els seus primers treballs a partir del 1760. Tot i que d'entrada era membre de l'escola Torii, aviat se n'apartà i inicià el seu propi estil, el qual va ser seguit més tard per l'escola Katsukawa. Entre els seus almunes hi havia els famosos artistes d'ukiyo-e Shuncho, Shun'ei, i Hokusai.
La majoria de gravats d'actors de Shunshō estan en el format hoso-e (33 x 15 cm), comú en aquella època, però va crear un gran nombre d'obres en conjunts tríptics o pentàtics. Tot i així, la representació de grans retrats i els interiors dels vestidors dels actors és el que definitivament fa destacar la seva obra de la d'artistes anteriors. També va ser un dels pioners dels retrats realistes dels actors: en els gravats de Shunshō, a diferència dels treballs de l'escola Torii, per primera vegada era possible reconèixer no només el personatge teatral, sinó també l'actor que feia aquell paper. Shunshō també va fer ús del format llarg i estret hashira-e.
Tot i que va fer moltes pintures reverenciades de bijin, va produir uns pocs gravats que descrivien el mateix. Seirō Bijin Awase Sugata Kagami (晴朗美人あわせ鏡, "Un mirall reflectint les formes de boniques dones de les Cases Verdes"), un llibre il·lustrat en el qual va col·laborar amb Kitao Shigemasa, és una de les úniques obres impreses que contenen bijinga de Shunshō. Les seves pintures no només describien elegantment a dones i modes, sinó que també es fixava considerablement en els elements del paisatge i l'arquitectura dels fons. Tot i que els seus gravats demostren una forta fascinació pel món del teatre, les seves pintures suggereixen exactament el contrari.

## Noms
Originalment Katsumiyagawa Yūsuke, "Katsukawa Shunshō" és un dels molts pseudònims (goh) que va assumir al llarg de la seva vida. Altres noms són Jūgasei, Ririn, Yūji, Kyokurōsei, i Rokurokuan. Abans de signar les seves obres amb un d'aquests goh, feia servir un segell amb la forma d'una carbassa rodejant el caràcter mori (森), que significa "bosc."
S'ha especulat que ell i l'editor Hayashiya Shichiemon eren la mateixa persona. Sovint segellava els seus gravats amb una urna en la que hi havia escrit el caràcter "Hayashi."